# Hisashi Inoue
Pour les articles homonymes, voir Inoue.
Hisashi Inoue (井上 ひさし, Inoue Hisashi, Kawanishi, 16 novembre 1934 – Kamakura, 9 avril 2010) est un dramaturge japonais.

## Biographie
En tant qu'orphelin de père, Hisashi Inoue est envoyé dans une institution chrétienne et Hisashi Inoue devient un diplômé de l’université Sophia. En 1969 il écrit sa première pièce de théâtre,   Nihonjin no Heso, pour Théâtre Echo. Il gagne  l’appréciation littéraire avec ses pièces comiques et satiriques dans la tradition du genre gesaku de la période d’Edo. En 1984 il crée sa  troupe,  Komatsuza, pour représenter ses pièces. Hisashi Inoue était un ardent militant antinucléaire et pacifiste.  Il est lauréat de nombreux prix littéraires, comme le prix Tanizaki, le prix Naoki et le Seiun award.